# Mustafa Kamil Kidwai
Mustafa Kamil Kidwai fue un diplomático, indio.
- De 1934 a 1946 fue Oficial Judicial con Civil y Penal Poderes del  Servicio Julicial de Uttar Pradesh.
- De 1946 a 1947 fue secretario suplente y oficial de la autoridad jurídico del gobierno de Uttar Pradesh.
- De 1947 a 1948 fue adscrito al Ministerio de la Ley del gobierno de Luis Mountbatten
- De 1948 a 1949 fue secretario adjunto y oficial de la autoridad jurídico del gobierno de Uttar Pradesh.
- De 1949 a 1950 fue adscrito al Ministerio del Interior del gobierno de Sri Pandit Jawaharlal Nehru
- De 1950 a 1951 fue secretario adjunto y oficial de la autoridad jurídico del gobierno de Uttar Pradesh.
- De 1951 a 1961 dirijó la representación más alta de la india en Arabia Saudita:
- De 1951 a 1954 fue Cónsul General de India en Yeda.
- De 1954 a 1955 fue Encargado de negocios de India en Yeda.
- En 1956 fue enviado en Yeda.
- De 1957 a 1961 fue embajador en Yeda.
- De 1961 a 1964 fue Alto Comisionado en Puerto Louis (Mauricio)  y concurrente embajador en Mogadiscio (Somalia).
- De 1964 a 1968 fue embajador en Yeda.[1]